# Ю
Ю je cirilska črka, ki se imenuje ju in se po navadi tudi prečrkuje kot JU (v nekaterih jezikih tudi kot YU). Izgovarja se na dva načina:
- na začetku besede in za samoglasnikom se Ю dejansko izgovarja kot ju, npr.: юг se izgovori enako kot slovensko besedo jug,
- za samoglasnikom se črka Ю izgovarja kot u, hkrati pa mehča izgovorjavo predstoječega soglasnika, npr.: люди se izgovarja podobno kot v slovenščini, a je mehčanje dosti bolj izrazito: l'udi.

| tiskano | pisano |
| ------- | ------ |
| Ю ю     | Ю ю    |

Zanimivost: 
Nekateri jeziki, ki sicer pišejo s cirilico (npr. srbščina, makedonščina), so prevzeli črko Ј in zato črke Ю ne uporabljajo.